# Dr. Evil

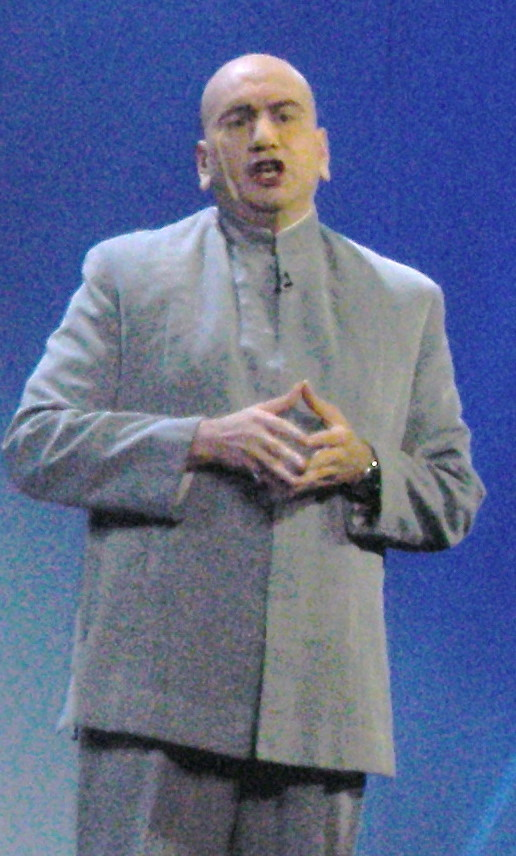
Dr. Evil

Douglas "Dr. Evil" Powers är en superskurk och ärkefiende till Austin Powers, och medverkar i samtliga tre filmer om honom. Filmerna i sig är alla parodier på James Bond-filmerna, och Dr. Evil är en karikatyr av Bond-skurkarna i allmänhet och Ernst Stavro Blofeld i synnerhet. Till klädsel och utseende (flint och ärr) mest lika Donald Pleasence' tolkning av Blofeld.
Dr. Evil vill ta över världen med sina ondskefulla planer men misslyckas då Austin Powers stoppar hans tafatta försök. Med MiniMe och Nr. 2 vid sin sida, Katten Mr. Biggelsworth i knät och sin son Scott försöker han ta över världen.